# 알렉산드르 부티코
알렉산드르 아나톨리예비치 부티코(러시아어: Алекса́ндр Анато́льевич Бутько, 벨라루스어: Аляксандр Анатолевіч Буцько 알략산드르 아나톨레비치 부츠코, 1986년 3월 18일~)는 벨라루스 출신 러시아의 배구 선수로 포지션은 세터이다. 현재 러시아 배구 슈퍼리그의 제니트 상트페테르부르크 소속으로 뛰고 있다.
벨라루스 대표팀 소속으로 뛰다가 러시아로 귀화했으며 러시아 대표팀의 일원으로 2012년 하계 올림픽에서 금메달을 획득했다. 또한 월드컵에서 1회 우승, 월드리그 2회 우승을 달성했다.